# Zweite Französische Republik
Die Zweite Französische Republik (französisch Deuxième République française) ging aus der Februarrevolution hervor. Ihr Beginn war der 25. Februar 1848. Nach einer kurzen Phase des Nebeneinanders von linken und liberalen Kräften setzten sich vor allem nach dem Juniaufstand 1848 die gemäßigten Liberalen durch. Als im Dezember 1848 Louis Napoleon Bonaparte die Präsidentschaftswahlen gewann, verstärkten sich die antirevolutionären Tendenzen noch einmal. Nach dem 2. Dezember 1851 und tiefgreifenden Verfassungsänderungen zu Gunsten des Präsidenten bestand die Republik nur noch auf dem Papier, ehe am 2. Dezember 1852 das zweite Kaiserreich ausgerufen wurde.

## Die Entstehung der Republik

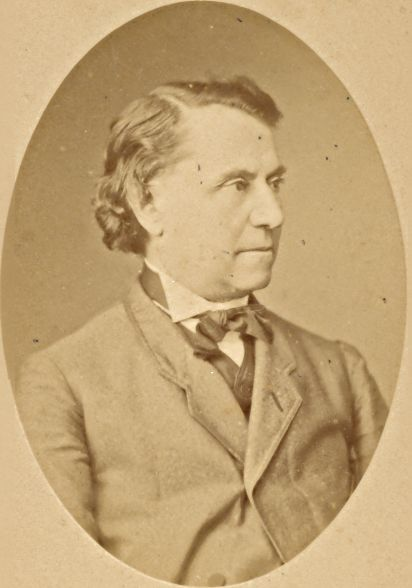
Louis Blanc

Das Regime des Bürgerkönigs Louis-Philippe war letztlich an der Lösung der sozialen Frage gescheitert und daran, der Forderung nach politischer Partizipation nicht entsprochen zu haben. Das Regime hatte die Hungersnöte von 1846 und 1847 vergleichsweise gut überstanden und die Regierung konnte sogar 1846 die Wahlen gewinnen. Der Hauptgrund für das Scheitern war die unnachgiebige Haltung in der Wahlrechtsfrage. Hatte sich die Regierung immer wieder – auch bei der Niederschlagung vorheriger Aufstände – auf die Nationalgarde verlassen, so waren die überwiegende Mehrheit der Mitglieder derselben nicht wahlberechtigt. Die politische Unbeweglichkeit kam hinzu – trotz vielfacher Kompromissvorschläge, den Dienst in der Nationalgarde mit dem Wahlrecht zu „belohnen“, kam die Regierung nicht auf die andere Seite zu. Der daraus resultierende Unmut machte sich in der Februarrevolution Luft. Der Versuch des „Bürgerkönigs“ Louis-Philippe scheiterte, den Revolutionären mit der Ernennung von Adolphe Thiers noch entgegenzukommen. Der König musste daher am 24. Februar 1848 abdanken und ins Exil gehen.
In der ersten Phase der Revolution und Republik bis zum Zusammentritt einer Nationalversammlung am 4. Mai 1848 gab es eine provisorische Regierung unter Alphonse de Lamartine, an der alle oppositionellen Kräfte von den republikanischen Liberalen, über linke Demokraten (Radikale) bis hin zu den Sozialisten beteiligt waren. Von Beginn an war die Entwicklung geprägt vom Gegensatz zwischen den bürgerlichen Liberalen auf der einen Seite und den von Arbeitern und kleinen Handwerkern unterstützten Sozialisten auf der anderen. Die Regierung führte sofort einen Zehn- bis Elfstundentag ein und erlaubte die Bildung von Gewerkschaften. Vor allem der sozialistische Minister Louis Blanc sorgte für die Einrichtung von Nationalwerkstätten zur Beschäftigung der Arbeitslosen vor allem in Paris, was dem proklamierten „Recht auf Arbeit“ (droit de travail) entsprach. Damit war allerdings nicht die Einrichtung von Korporativen verbunden, wie sie die Sozialisten wollten, vielmehr bestand der Kompromiss innerhalb der Regierung darin, öffentliche meist unproduktive Arbeitsmaßnahmen zu finanzieren. Das Privateigentum war damit nicht in Frage gestellt.
Die Maßnahmen selbst waren nur wenig wirksam. Die Zahl der Arbeitslosen stieg weiter an und die Kosten führten zu inflationären Tendenzen.

## Wahl zur Nationalversammlung und Juniaufstand

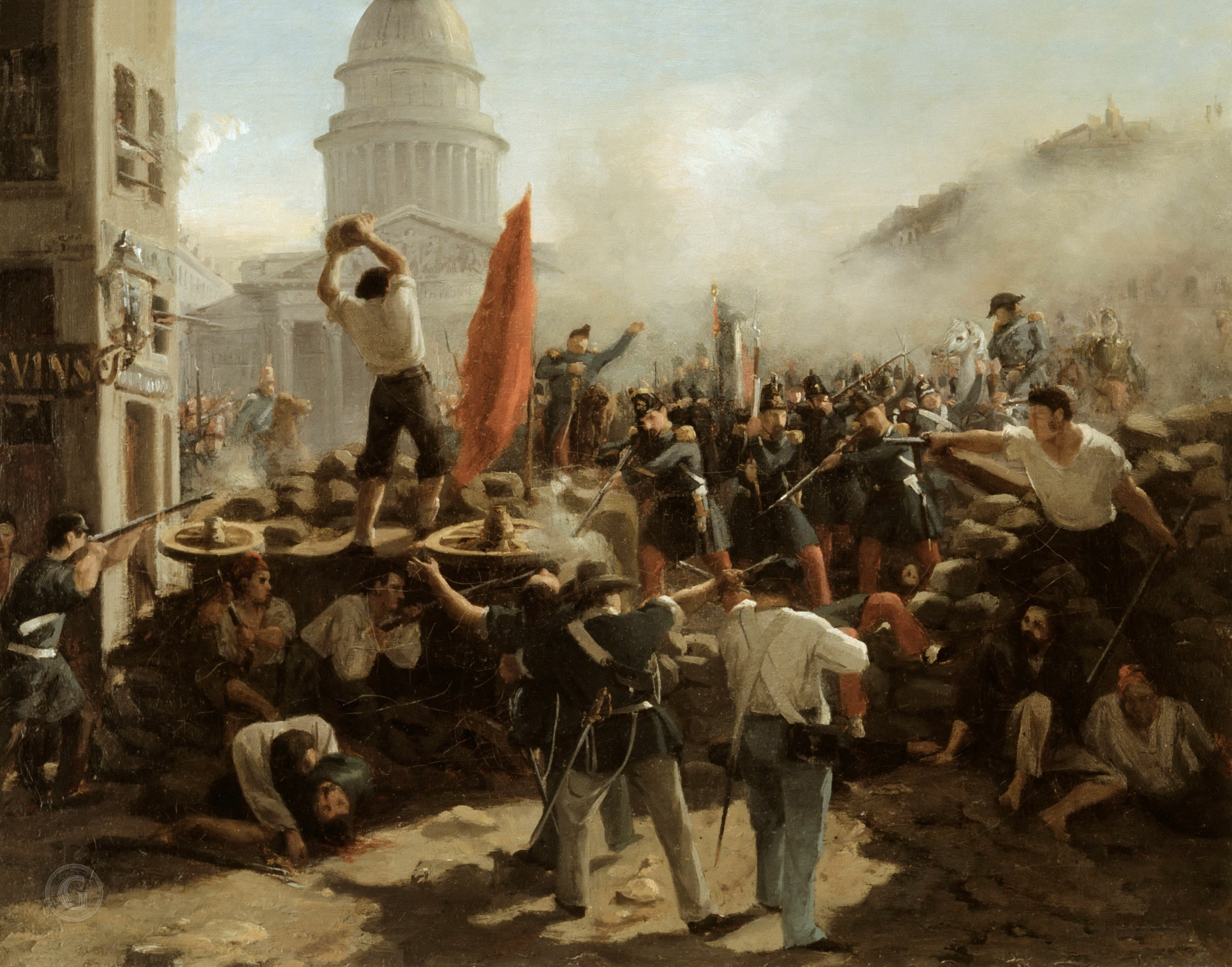
Barrikadenkampf in der Rue Soufflot, Paris, 25. Juni 1848 (Juniaufstand)

In der Wahlrechtsfrage setzten sich die Linken stärker durch. Mit Erklärung vom 4. März 1848 wurde das allgemeine Wahlrecht für Männer eingeführt, als zweitem Land in Europa nach der kurzlebigen Helvetischen Republik in der heutigen Schweiz. Die Zahl der Wahlberechtigten stieg damit von 250.000 auf 9 Millionen.
Die Wahlen zur Nationalversammlung vom 23. April 1848 zeigten, dass die Mehrheit zwar die Monarchie ablehnte, aber für einen eher gemäßigt liberalen Kurs und nicht für eine sozialistische Republik plädierte. Etwa die Hälfte der 900 Sitze fielen an die gemäßigten Befürworter der Republik, nur etwa 200 an die radikalen Demokraten und Sozialisten. Hinzu kamen weitere 200 Abgeordnete für die Dynastie Orleans und noch einmal 40 Legitimisten, also Anhänger der älteren Linie der Bourbonen.
Nach der Wahl löste sich die provisorische Regierung auf. An ihre Stelle trat eine exekutive Kommission. Dass die sozialen Konflikte nicht gelöst waren, zeigte sich nach der Auflösung der kostenintensiven Nationalwerkstätten durch die Nationalversammlung. Dies führte zu den Juniunruhen zwischen dem 23. und 27. Juni 1848, als Arbeiter und Handwerker dagegen protestierten. Sie gipfelten im Bau von Barrikaden und Straßenkämpfen. Die liberale Regierung ließ durch Kriegsminister Louis-Eugène Cavaignac die Unruhen von der Armee mit aller Gewalt unterdrücken. Mehr als 3000 Menschen verloren ihr Leben und 5000 wurden verwundet. Außerdem wurden Anführer hingerichtet und mehr als 15.000 Personen deportiert. Bis zur Präsidentenwahl übte Cavaignac mit fast diktatorischen Vollmachten die vollziehende Gewalt aus.

## Verfassung
Die am 4. November 1848 verkündete Verfassung erklärte Frankreich in der Präambel zu einer demokratischen Republik und bekannte sich zu den Prinzipien der Französischen Revolution: „Freiheit, Gleichheit, Brüderlichkeit.“ Außerdem wurde die Abschaffung der Todesstrafe verkündet und kostenloser Grundschulunterricht garantiert. Eroberungskriegen wurde eine Absage erteilt. Neben diesen emanzipatorischen Elementen enthielt die Verfassung eher konservative Elemente mit der Erklärung von Familie, Arbeit, Eigentum und der öffentlichen Ordnung zu Grundprinzipien der Republik. Das Recht auf Arbeit wurde allerdings ebenso wenig wie ein progressives Steuersystem beschlossen.
Das Parlament bestand nur aus einer Kammer. Sowohl Parlament wie auch der Präsident wurden für vier Jahre durch das gleiche, allgemeine und direkte Wahlrecht für Männer gewählt. Unklar blieben Kompetenzen und Verantwortlichkeiten der Minister. Der direkt gewählte Präsident hatte dagegen weitgehende Machtbefugnisse. Eine Wiederwahl war allerdings nicht möglich.

## Die konservative Republik
Bei der Präsidentenwahl vom 10. Dezember 1848 setzte sich Louis Napoleon Bonaparte klar gegen Cavaignac und andere Bewerber durch. Den Sieg verdankte Bonaparte vor allem Wählern aus ländlichen Gebieten und dem noch immer weiter wirkenden Nimbus von Napoleon I. Für eine Wende nach Rechts spricht, dass die Republik im März 1849 eine Armeeexpedition nach Rom befahl, um den von den Revolutionären der römischen Republik vertriebenen Papst Pius IX. wieder einzusetzen. Nach der Belagerung von Rom mussten die Verteidiger am 30. Juni kapitulieren. In der französischen Nationalversammlung fanden Anträge gegen dieses Vorgehen keine Mehrheit.
Am 13. Mai 1849 fanden die Wahlen zur gesetzgebenden Versammlung statt. Die Wahlbeteiligung war mit 60 % gering. Wahlverlierer waren die gemäßigten Republikaner, die nur 70 Sitze bekamen. Sozialisten und radikale Demokraten kamen auf 200 Abgeordnete. Die verschiedenen Befürworter der Monarchie, also Bonapartisten, Orleanisten und Legitimisten bildeten mit 60 % die Mehrheit. Am 13. Juni 1849 führte der Kampf gegen die römische Republik zu erneuten Unruhen der politischen Linken. Nach der militärischen Niederschlagung dieser Unruhen wurde die oppositionelle Presse unterdrückt und führende Gegner des Regimes ins Exil getrieben. Auch die Strafgesetze wurden danach verschärft.
Bereits Ende Oktober entließ Bonaparte die Regierung, die noch aus Mitgliedern des Parlaments bestand, und ersetzte sie durch von ihm abhängige Männer. Ein konservatives Schulgesetz wurde Anfang 1850 eingeführt; es stärkte den Einfluss der Geistlichkeit. Symbole der Revolution wie die Freiheitsbäume mussten entfernt werden.
Im Mai 1850 wurde auch das Wahlrecht eingeschränkt. Die Zahl der potentiellen Wähler sank auf 6,8 Millionen und damit um ein Drittel. Davon betroffen waren vor allem große Teile der Arbeiterbevölkerung und kleine Landwirte.

## Staatsstreich vom 2.Dezember 1851

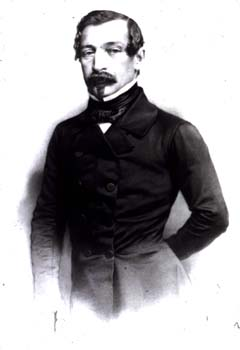
Präsident Louis-Napoleon Bonaparte

Bonaparte begann bald damit, eine Revision der Verfassung vorzubereiten, um das Kaiserreich wieder zu erneuern. Durch Reisen durch die Provinzen versuchte er, auf Kosten des Parlaments seine Popularität bei der Bevölkerung und vor allem bei der Armee zu erhöhen. Unterstützt wurde er dabei von den bonapartistischen Vereinen. Eine Kommission wurde beauftragt, eine Revision der Verfassung vorzubereiten, die eine Wiederwahl ermöglichen sollte.
Im Parlament fanden diese Anträge nach ausführlichen Beratungen im Juli 1851 nicht die erforderliche Zweidrittelmehrheit. Daraufhin entschloss sich Bonaparte zum Staatsstreich, nachdem er sich der Unterstützung führender Militärs versichert hatte.
Der Staatsstreich vom 2. Dezember 1851 fand am symbolträchtigen Jahrestag der Schlacht von Austerlitz und der Kaiserkrönung von Napoleon I. statt. An diesem Tag wurden strategische Punkte in Paris vom Militär besetzt und führende Mitglieder der gesetzgebenden Versammlung verhaftet. Außerdem wurde der Belagerungszustand für Paris ausgerufen, das Parlament aufgelöst und eine neue Verfassung angekündigt. Darin wurde die Wiedereinführung des allgemeinen Wahlrechts angekündigt. An der Spitze der Republik sollte ein für zehn Jahre gewählter Präsident mit großen Machtbefugnissen stehen. Die Legislative sollte aus einem Staatsrat, einer gesetzgebenden Körperschaft und einem Senat bestehen.
Ein Teil der Parlamentarier versuchte im Parlament über legale Gegenmaßnahmen zu beraten. Die Versammlung wurde aber aufgelöst und die Abgeordneten verhaftet. Von der entschieden republikanischen Seite wurde am 3. Dezember ein außerparlamentarischer Volksaufstand ausgelöst, der Paris und einige angrenzende Gebiete erfasste. Da die Zahl der Beteiligten aber deutlich hinter den Barrikadenkämpfen von 1830 und 1848 zurückblieb, konnten die Unruhen rasch niedergeschlagen werden. Die Kämpfe kosteten auf Seiten der Republik noch einmal 400 Tote und noch mehr Verwundete.

## Die revidierte Verfassung und der Übergang zum Kaiserreich
Die Republik bestand seither nur noch auf dem Papier. Durch ein Referendum ließ sich Bonaparte, der sich nun „Prince-President“ nennen ließ, den Staatsstreich noch im Dezember 1851 legitimieren. Im Januar 1852 wurde die neue Verfassung vorgelegt. Diese sah einen extrem starken Präsidenten vor, der nur dem Volk gegenüber verantwortlich war. Mit Referenden konnte er sich über parlamentarische Entscheidungen hinwegsetzen. Auch die Minister waren nicht dem Parlament, sondern nur dem Präsidenten verantwortlich. Der Staatsrat wurde allein vom Präsidenten bestimmt. Die Gesetzgebende Versammlung wurde für sechs Jahre gewählt. Die Regierung behielt sich durch die Bevorzugung offizieller Kandidaten Einflussmöglichkeiten vor. Das Parlament hatte keinerlei Initiativrecht für Gesetze oder den Etat, sondern konnte nur Vorlagen zustimmen oder ablehnen. Ein Gegengewicht konnte auch der Senat nicht bilden. Auch seine Mitglieder wurden ernannt oder saßen durch ihr Amt als hohe Offiziere, Geistliche oder ähnliches in diesem Gremium. Der Senat war als Schutzmechanismus gedacht, um mögliche der Regierung nicht genehme Entscheidungen des Parlaments abweisen zu können. Außerdem konnte er durch Senatskonsulte die Verfassung ergänzen und ändern.
Angesichts der bereits gesicherten Macht war die Annahme des Kaisertitels als Napoleon III. durch Senatskonsult vom 7. November und eine Volksabstimmung nur noch Formsache. Dabei stimmten 7,8 Millionen mit Ja, 200.000 mit Nein und 65.000 Stimmen waren ungültig.